# СКФ Берингс България
„СКФ Берингс България“ ЕАД е българско машиностроително предприятие със седалище в София и основна производствена база в Сопот, Карловско, част от шведската група СКФ.
„СКФ Берингс България“ е регистрирано на 10 август 2001 година и през следващата година приватизира Лагерния завод, обособена част от държавния военен завод „Вазовски машиностроителни заводи“ в Сопот с по-малки производствени площадки в Калофер и Кърнаре. Към 2022 година предприятието има обем на продажбите 204 милиона лева (по продуктови групи: 59% лагери, 26% лагерни гривни и 15% уплътнения, защитни шайби и други компоненти) и печалба от 3,64 милиона лева. То е най-голямото предприятие в страната в сектора за производство на лагери, предавки и съединители, а към 2017 година има 1567 служители.